# Simba
Simba je fiktivní mluvící lev; je titulní postavou filmů Lví král (1994) a Lví král 2: Simbův příběh (1998) a vystupuje též ve filmu Lví král 3: Hakuna Matata (2004), Lví král (2019) a Mufasa (2024).

## Lví král
Film zobrazuje krásný vztah Simby s jeho otcem Mufasou a kamarádkou Nalou. Jeho strýc Scar se ovšem snaží Simbu a jeho otce zabít, což se mu částečně podaří: Mufasu zabije a Simbu přesvědčí, že je to jeho vina.
Simba proto uteče do daleké země, kde se spřátelí s prasetem Pumbou a surikatou Timonem. Když vyroste v silného lva, jednoho dne se setká s Nalou - jeho sestrou a ta mu řekne, že ho doma potřebují: jakožto právoplatný dědic trůnu by měl svrhnout Scara, jehož vláda Lví říši zdevastovala.
Po dlouhém váhání se Simba rozhodne to udělat. Boj se Scarem vyhraje a s Nalou, Pumbou, Timonem, Zazuem a Sarabi žijí krásny život. 

## Lví král 2
Nale se narodí dcera Kiara, která přišla o svého tátu, takže jejím adoptivním otcem je Simba - král smečky, bratr Naly, syn Mufasy. Kiara se setká s nepřítelem Kovuem ze smečky Vyhnanců vedené zlou Zirou. Simba má strach dovolit Kovuovi, aby žil s nimi. Později Kovu zachrání Kiaře život (i když to byl jen plán) a Simba ho přijme do smečky. A nakonec se nechá přesvědčit, aby jej přijal a všem Vyhnancům nabídl mír. 

## Lví král 3
Tento film zachycuje události z prvního dílu očima Timona a Pumby. Navíc líčí, jak tito dva Simbu vychovávali a viděli jej vyrůstat.

## Český dabing
- Lví král
  - Malý Simba – Jan Kalous, zpívají Josef Vágner a Kateřina Buriánková
  - Velký Simba – Martin Sobotka, zpívá Jiří Langmajer
- Lví král 2
  - Michal Dlouhý, zpívá Josef Štágr
- Lví král 3: Hakuna Matatata
  - Malý Simba – Filip Holec, zpívá Kateřina Buriánková
  - Velký Simba – Michal Dlouhý